# Janusz Świerad
Janusz Świerad (ur. 21 czerwca 1970 w Nowym Sączu) – polski piłkarz i trener.

## Przebieg kariery
Wychowanek Dunajca Nowy Sącz. Grał na pozycji napastnika, w razie konieczności występował także jako środkowy obrońca. Zaliczył wiele występów w I i II lidze. Był zawodnikiem m.in. Zagłębia Lubin, KSZO Ostrowiec Świętokrzyski, Wisły Kraków i Sandecji Nowy Sącz. Przed rundą wiosenną sezonu 2007/08 zakończył występy w drużynie Sandecji.
W latach 2012–2013 prowadził ją jako trener, w latach późniejszych również trzykrotnie (2014, 2015, 2017) jako trener tymczasowy. Od grudnia 2020 pracuje jako asystent w Arce Gdynia. 
Po odsunięciu Tomasza Kafarskiego z roli trenera. 10 sierpnia 2023 roku został trenerem Sandecji Nowy Sącz.